# ケリー・ラザフォード
ケリー・ラザフォード（Kelly Rutherford、1968年11月6日 - ）は、アメリカ合衆国の女優。

## 来歴
ケンタッキー州エリザベスタウン出身。
主にテレビドラマに多く出演、『メルローズ・プレイス』のメーガン・ルイス役や、『ゴシップガール』のセリーナ・ヴァンダーウッドセンの母リリー・ヴァンダーウッドセン役で知られる。

### 私生活
私生活では2度の離婚歴がある。
このうち、2番目の夫でドイツ人富豪のダニエル・ギエルシュ（2006年に結婚）との間に2人の子供をもうけるが、2008年12月に破局、2010年に正式に離婚した。
その後、2012年、ダニエルは入国ビザを取り消されたためアメリカへの入国ができなくなり、2人の子供を連れてモナコへ渡ったため、ケリーは2人の子供の親権をめぐって、彼との間で激しい法廷バトルを繰り広げてきた。
2015年12月15日、モナコの裁判所はダニエルに全面的な親権を認める判断を下した。
さらに、この裁判費用が膨れ上がったことにより、2013年に破産を申告、2017年に未払い負債の多くを放免されることで自己破産裁判が決着した。

## 主な出演作品

### 映画
- シェイクダウン Shakedown (1988)
- ミッドウッドの怪人/エリックの復讐 Phantom of the Mall: Eric's Revenge (1989)
- アイ・ラブ・トラブル I Love Trouble (1994)
- キンドレッド/狼の血族 Kindred: The Embraced (1996) テレビ映画
- ダニエル・スティール/タイタニック Danielle Steel's No Greater Love (1996) テレビ映画
- ゲッタウェイ'99 The Perfect Getaway (1998) テレビ映画
- カオスファクター The Chaos Factor (1999)
- スクリーム3 Scream 3 (2000)
- ハウンド Night of the Wild (2015)

### テレビドラマ
- ブリスコ・カウンティJr./秘球の伝説 The Adventures Of Brisco County Jr. (1993 - 1994)
- メルローズ・プレイス Melrose Place (1996 - 1999)
- ゲット・リアル Get Real (1999 - 2000)
- 新・逃亡者 The Fugitive (2000 - 2001)
- スレット・マトリックス Threat Matrix (2003 - 2004)
- ゴシップガール Gossip Girl (2007 - 2012)
- Reckless (2014)
- クワンティコ/FBIアカデミーの真実 Quantico (2016)

ダイナスティ